# Diagramme de Kurie
 (janvier 2023).
Si vous disposez d'ouvrages ou d'articles de référence ou si vous connaissez des sites web de qualité traitant du thème abordé ici, merci de compléter l'article en donnant les références utiles à sa vérifiabilité et en les liant à la section « Notes et références ».
Le diagramme de Kurie, du nom du physicien américain Franz N. D. Kurie, est un graphique représentant, pour un élément chimique donné, une comparaison entre le spectre de désintégration bêta mesuré et le spectre théorique, en fonction de l'énergie cinétique de l'électron émis par désintégration bêta. En principe, le diagramme représente une ligne droite. Une déviation du dernier point du diagramme de Kurie par rapport à cette ligne droite permettrait[pas clair] de déterminer la masse des neutrinos.